# Lucio (nombre)

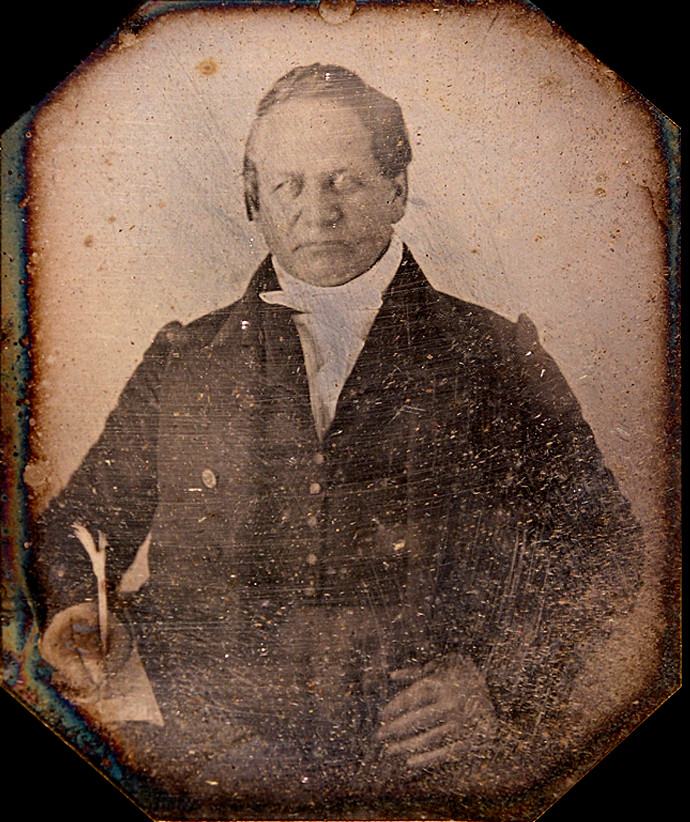
Retrato fotográfico de Alexander Lucius Twilight (1795–1857), educador, político y ministro estadounidense.

Lucio (griego: Λούκιος Loukios; etrusco: Luvcie) es un nombre masculino derivado de Lucius (abreviado L.), uno de los que forman parte del pequeño grupo de nombres latinos comunes (praenomen) que se encuentran en la cultura de la antigua Roma. Lucio deriva de la palabra latina Lux (gen. Lucis), que significa "originalidad brillante" (<PIE  leuk- "brillo", del verbo latino lucere "brillar"), y es un afín del nombre Lucas. Otra etimología propuesta es una derivación del etrusco Lauchum (o Lauchme) que significa "rey", que sin embargo fue transferido al latín como Lucumo.
Además, Lucius es un nombre masculino inglés y un apellido austríaco, alemán, luxemburgués y holandés. Lucius ha sido traducido al italiano, español y portugués, como Lucio. Derivado del patronímico relacionado Lucianus es Luciano en italiano, español y portugués y Lucien en francés.

## Variantes en otros idiomas
| Idioma           | Traducción        | Idioma          | Traducción       |
| Alemán           | Lucius            | Siciliano       | Luciu            |
| Gallego          | Lúcio             | Danés           | Lucius           |
| Catalán          | Luci              | Noruego         | Lukius           |
| Francés          | Lucius            | Sueco           | Lucius           |
| Italiano         | Lucio             | Ruso            | Лусио            |
| Portugués        | Lúcio             | Checo           | Lucius           |
| Emiliano-Romañol | Lucio             | Serbio          | Луциј            |
| Esperanto        | Lukio             | Croata          | Lucije           |
| Húngaro          | Lucius            | Galés           | Lucius           |
| Inglés           | Lucius            | Polaco          | Lucjusz          |
| Irlandés         | Lucius            | Gaélico escocés | Lucius           |
| Eslovaco         | Lucius            | Euskara         | Luzio            |
| Neerlandés       | Lucius            | Finlandés       | Lucius           |
| Esloveno         | Lucij             | Latín           | Lucius           |
| Letón            | Lūcijs            | Azerbaiyano     | Lutsius          |
| Griego           | Λούκιος (Loukios) | Valenciano      | Luci             |
| Bielorruso       | Луцый             | Lituano         | Lucijus          |
| Árabe            | لوسيو (Lusiu)     | Búlgaro         | Луций (Lutsiĭ)   |
| Estonio          | Lucius            | Bretón          | Lucius           |
| Ucraniano        | Лу́цій (Lútsiy)    | Rumano          | Lucius           |
| Occitano         | Luci              | Islandés        | Lucius           |
| Turco            | Lucius            | Armenio         | Լուկիոս (Lucius) |
| Macedonio        | Луциј             | Georgiano       | ლუციუს (Lutsius) |

## Santoral
- 18 de febrero: San Lucio mártir
- 4 de marzo: San Lucio I, papa
- 6 de mayo: San Lucio obispo